# Министерство почт и телекоммуникаций Франции
Министерство почт и телекоммуникаций (фр. Ministère des Postes et Télécommunications) — государственная почтовая и телекоммуникационная организация Франции в 1879—1998 гг. (до 1879 года почта была подчинена Министерству финансов, телеграфы, являвшиеся государственной монополией с 1850 года, — министерству внутренних дел, после 1998 года государственные почтовые и телекоммуникационные организации были подчинены министерству промышленности). До 1959 года называлось «Министерство почт, телеграфов и телефонов» (Ministère des Postes, Télégraphes et Téléphones), ещё ранее — «Министерство почт и телеграфов» (Ministère des Postes et des Télégraphes).

## Телекоммуникационная деятельность министерства
- почтовая связь, с 1991 года осуществлялась подведомственным министерству государственным торгово-промышленным учреждением «Ля Пост» (La Poste);
- телеграфная связь до 1990 года;
- проводная телефонная связь в 1889—1990 гг.;
- телекс с 18 июня 1946 до 1990 года;
- минитель в 1980—1990 гг.;
- пневматическая почта в 1879—1984 гг.;
- пейджинговая связь в 1987—1990 гг.

## Теле- и радиовещательная деятельность министерства
Министерство вело:
- в 1889—1932 гг. — вещание по радиопрограмме «Театрофон» (Théâtrophone), звучавшей через телефонную сеть;
- с 24 декабря 1921 до 1939 года — вещание по радиопрограмме «Радио Тур Эйфель» (Radio Tour Eiffel), звучавшей с 24 декабря 1921 до 1933 года на длинных волнах, с 1933 до 1939 года на средних волнах;
- с 1923 до 1939 года — вещание по радиопрограмме «Радио ПТТ» (Radio PTT), звучавшей на средних волнах в областях Иль-де-Франс, Центр, Верхяя Нормандия и Нижняя Нормандия;
- с 25 апреля 1935 до 1939 года — вещание по телепрограмме «Радио ПТТ Визьон» (Radio-PTT Vision), принимавшейся сначала на средних волнах, с июля 1938 года — на метровых волнах;
- с 1931 до 1939 года — вещание по радиопрограмме «Ле Пост Колониаль» (Le Poste Colonial), звучавшей в колониях на коротких волнах и передававшейся из метрополии;
- (области Рона-Альпы и Овернь)
  - в 1924—1939 гг. — вещание по радиопрограмме «ПТТ Радио Лион» (PTT Radio Lyon), звучавшей на средних волнах в областях Рона-Альпы (кроме департаментов Изер, Савойя и Верхняя Савойя) и Овернь;
  - в 1926—1939 гг. — вещание по радиопрограмме «Радио Гренобль» (Radio Grenoble), звучавшей на средних волнах в департаментах Изер, Савойя и Верхняя Савойя области Рона-Альпы;
- (области Прованс-Альпы-Лазурный берег и Корсика)
  - в 1925—1939 гг. — вещание по радиопрограмме «ПТТ Радио Марсель-Прованс» (PTT Radio Marseille-Provence), звучавшей на средних волнах в областях Прованс-Альпы-Лазурный Берег (кроме департамента Приморские Альпы);
  - в 1931—1939 гг. — вещание по радиопрограмме «Нис-Кот-д’Ажур» (Nice-Côte d’Azur), звучавшей на средних волнах в департаменте Приморские Альпы и области Корсика;
- (области Пиринеи-Юг и Лангедок-Руссильон)
  - в 1925—1939 гг. — вещание по радиопрограмме «ПТТ Радио Тулуз» (PTT Radio Toulouse) — звучавшей на средних волнах в области Пиринеи-Юг;
  - в 1927—1939 гг. — вещание по радиопрограмме «ПТТ Радио Монпелье» (PTT Radio Montpellier), звучавшей на средних волнах в области Лангедок-Руссильон;
- (область Аквитания)
  - в 1926—1939 гг. — вещание по радиопрограмме «ПТТ Радио Бордо» (PTT Radio Bordeaux), звучавшей на средних волнах в области Аквитания;
- (области Бретань и Земли Луары)
  - в 1927—1939 гг. — вещание по радиопрограмме «ПТТ Радио Ренн-Бретань» (PTT Radio Rennes-Bretagne), звучавшей на средних волнах в областях Бретань и Страна Луары;
- (области Нор-па-де-Кале и Пикардия)
  - в 1927—1939 гг. — вещание по радиопрограмме «ПТТ Радио Лилль» (PTT Radio Lille), звучавшей на средних волнах в областях Нор-Па-де-Кале и Пикардия;
- (области Лимузен и Пуату-Шаранта)
  - в 1927—1939 гг. — вещание по радиопрограмме «ПТТ Радио Лимож» (PTT Radio Limoges), звучавшей на средних волнах в областях Лимузен и Пуату-Шаранта;
- (область Эльзас)
  - в 1930—1939 гг. — вещание по радиопрограмме «ПТТ Радио Страсбур» (PTT Radio Strasbourg), звучавшей на средних волнах в области Эльзас.
- (колония Реюньон)
  - в 1929—1939 гг. — вещание по радиопрограмме «Радио Сен-Дени» (Radio Saint Denis), звучавшей на средних волнах в колонии Реюньон;
- (колония Сен-Пьер и Микелон)
  - в 1930—1939 гг. — вещание по радиопрограмме «Радио Сен-Пьер э Микелон» (Radio Saint-Pierre et Miquelon), звучавшей на средних волнах в колонии Сен-Пьер и Микелон;
- (колония Мадагаскар)
  - в 1931—1939 гг. — вещание по радиопрограмме «Радио Танарив» (Radio Tanarive), звучавшей на средних волнах в колонии Мадагаскар ;
- (колония Новая Каледония)
  - в 1937—1939 гг. — вещание по радиопрограмме «Радио Нумеа» (Radio Nouméa), звучавшей на средних волнах в колонии Новая Каледония;
- (колония Мартиника)
  - в 1937—1939 гг. — вещание по радиопрограмме «Радио Мартиник» (Radio Martinique), звучавщей на средних волнах в колонии Мартиника;
- (колония Гваделупа)
  - в 1937—1939 гг. — вещание по радиопрограмме «Радио Гуаделуп» (Radio Guadeloupe), звучавшей на средних волнах в колонии Гваделупа;
- (протекторат Марокко)
  - с 15 февраля 1928 года до 1939 года — вещание по радиопрограмме «Радио Марок» (Radio Maroc), звучавшей на средних волнах в протекторате Марокко;
- (протекторат Тунис)
  - с 15 октября 1938 года до 1939 года — вещание по радиопрограмме «Радио Тюни» (Radio Tunis), звучавшей на средних волнах в протекторате Тунис.
- радиопередачи на заграницу под позывным «Пари-Мондиаль» (Paris-Mondial)
  - в 1938—1939 гг. — на арабском, испанском, португальском, немецком, итальянском языках;
  - с февраля 1939 года — на нидерландском, румынском и сербо-хорватском, болгарском, греческом, русском, японском и турецком языках;
  - с 21 марта 1939 года — на чешском и словацком языках.

С 1933 до 1939 года министерству принадлежало Французское общество радиовещания, передававшее радиопрограмму «Радио Париж» (Radio Paris), звучавшую в этот период на длинных волнах.
С 1934 года подразделением министерства являлись Национальный оркестр Радио Парижа (руководитель — Дезире Эмиль Энгельбрехт), а с 1937 года — Симфонический оркестр Радио Парижа (Orchestre radio-symphonique de Paris) (руководитель Эжен Биго).

## Финансирование
Радиовещательная деятельность министерства финансировалась Министерством финансов из государственной казны Французской Республики с 31 мая 1933 года преимущественно из средств от сбора абонемента.